# Bleda
Bleda je rod u porodici ptica Pycnonotidae. Vrste iz roda Bleda rezidentne su u Zapadnoj i Središnjoj Africi. Ovisno o vrsti duge su između 18-23 cm, a hrane se uglavnom sitnim kukcima i sjemenkama koje nalaze na tlu, često blizu vodenih tokova.

## Vrste
Rod sadrži 5 vrsta:
- Bleda syndactylus
- Bleda eximius
- Bleda canicapillus
- Bleda notatus
- Bleda ugandae

## Vanjske poveznice
|  | Zajednički poslužitelj ima još gradiva o temi Bleda (genus) |
|  | Wikivrste imaju podatke o taksonu Bleda                     |

- ITIS
- Bleda